# Aldo Giuseppe Borel
Aldo Giuseppe Borel (Nizza, 30 maggio 1912 – Barcellona, 28 febbraio 1979) è stato un allenatore di calcio e calciatore italiano, di ruolo attaccante.
Era figlio di Ernesto e fratello maggiore di Felice, anche loro calciatori; per distinguerlo da quest'ultimo, negli almanacchi calcistici viene segnalato come Borel I.

## Caratteristiche tecniche
Era un poderoso attaccante dotato di un potente tiro.

## Carriera
Cresciuto nel Torino, ha esordito in Serie A con la maglia granata il 29 maggio 1930 nella vittoriosa trasferta (2-0) sul campo della Pro Vercelli.
Ha giocato in massima serie anche con le maglie di Casale (disputando un ottimo torneo con 16 gol all'attivo), Fiorentina, Palermo, Juventus (dove giocò al fianco del più noto fratello minore Felice) e Novara.

## Dopo il ritiro
Ritiratosi, aprì un grande negozio di giocattoli a Torino, in piazza Castello, vicino al bar dell'amico e collega Gianpiero Combi. Emigrò poi in Spagna, dove morì nel 1979.

## Palmarès

### Giocatore
- Coppa Italia: 1

Juventus: 1937-1938
- Campionato italiano Serie C: 1

Savona: 1939-1940 (girone D)